# 酸素濃度計
酸素濃度計（さんそのうどけい）とは、酸素濃度を計測する機器。

## 概要
空気中等に含まれる酸素濃度を計測するために用いられる。
測定原理にはジルコニア式やガルバニ電池式、磁気式のような複数の手法がある。

## 特徴・原理

### ジルコニア式
メリット：高速応答、消耗品が少なく、操作が容易である。
デメリット：可燃性ガス等に留意が必要である。

作動原理は電解質溶液を用いた一種の濃淡電池で、イオンの濃度差で電圧が電極間に生じる現象を応用する。
構造は安定化ジルコニア製円筒の内外面に多孔質の白金電極を取り付けた単純な構造で、高温下での使用に適する。作動するためには固体電解質が機能する500℃以上に維持しなければならない。
500℃以上の高温状態において固体電解質（イオン導電性固体）の性質を有する安定化ジルコニアは選択的に酸素イオン(O−
2)のみを通すので円筒固体電解質の内外に酸素濃度差があれば、還元反応により濃度の高い側の電極で酸素分子(O2)は電子を受け取り酸素イオン(O−
2)になり、濃度の低い側の電極では酸化反応により酸素イオン(O−
2)が電子を渡して酸素分子（O2）に戻る。
高濃度側
{\displaystyle {\ce {O2 + 4e -> 2O2^-}}}（還元反応）
低濃度側
{\displaystyle {\ce {2O2^- -> O2 + 4e}}}（酸化反応）
濃淡電池の起電力と溶液中のイオン活量との関係を示すネルンストの式を流用した以下の式で起電力が示される。
E：起電力[V]
R：気体定数＝8.3145[J・mol-1･K-1]
T：絶対温度[K]
n：反応に含まれる電子数（上記反応ではn＝4）
F：ファラデー定数＝9.649×104[C･mol-1]
PR：基準ガス中の酸素濃度[%]
PM：被測定ガス中の酸素濃度[%]
のとき、
{\displaystyle E=(RT/nF)\ ln\ (PR/PM)}

### ガルバニ電池式
メリット：可燃性ガスの影響を受けにくい。
デメリット：センサの経年劣化があり、連続測定に向いていない。周囲・ガス温度の影響を受けやすい。

一種の燃料電池で測定ガスの酸素分圧に応じて変化する電流値を計測する事により、酸素濃度を測定する。
陽極
{\displaystyle {\ce {Pb + 2OH^- -> Pb2^+ + H2O + 2e^-}}}
陰極
{\displaystyle {\ce {O2 + 2H2O + 4e^- -> 4OH^-}}}
高温での作動には適さないのでエンジンの排気ガス中の酸素濃度の監視には不向き。

## 用途
- 半導体製造装置
- 食品包装
- 焼成炉内組込
- グローブボックス
- 医療機器
- 排気ガスの分析
- エンジンの制御
- 環境計測
- 窯業
- ダイビング

## 代表的なメーカー
- 東レエンジニアリング
- 新コスモス電機
- 横河電機